# Hassûnah An-Nawâwî
 (août 2017).
Si vous disposez d'ouvrages ou d'articles de référence ou si vous connaissez des sites web de qualité traitant du thème abordé ici, merci de compléter l'article en donnant les références utiles à sa vérifiabilité et en les liant à la section « Notes et références ».
Ne pas confondre avec le savant du hadîth Yahya ibn Sharaf al-Nawawi (1234–1278)
Hassûnah An-Nawâwî ou Hassûnah Ibn `Abd Allâh An-Nawâwî Al-Hanafî , surnommé l'Imâm valeureux, (né en 1839, dans le village de Nawây, dans le gouvernorat d'Asyut, en Haute-Égypte - mort le 18 mars 1925), était un religieux et juriste égyptien, qui fut Grand Imâm (Shuyukh) ou recteur de la mosquée Al-Azhar de 1895 à 1899, puis de 1907 à 1909, et grand mufti d'Égypte de 1895 à 1899.

## Biographie

### Enfance et jeunesse
Comme tous les enfants de son village, le jeune Hassûnah An-Nawâwî fut envoyé par son père à l’école coranique, où dès sa petite enfance, il étudia le Coran de manière approfondie et le mémorisa. Il vint ensuite au Caire pour poursuivre ses études dans la prestigieuse mosquée-université d'al-Azhar - la plus ancienne université du monde (plus vieille qu'Oxford ou Cambridge) - où il reçut l'enseignement de grands professeurs comme cheikh Al-Imbâbî, cheikh `Abd Ar-Rahmân Al-Bahrâwî et cheikh `Alî Khalîl Al-Asyûtî.
Là, il étudia la jurisprudence, le hadîth, l’exégèse, la linguistique, la grammaire, la rhétorique et autres disciplines religieuses et littéraires. À cette époque, le programme scolaire d’al-Azhar ne sortait pas du cadre de ces disciplines. Il n’y avait ni histoire, ni géographie, ni physique, ni chimie, ni mathématiques, ni aucune de ces sciences qu’on qualifiait alors de « sciences des profanes ».
Après avoir décroché à al-Azhar son diplôme de l'Al-`Âlamiyyah, il entama une carrière d'enseignant, et eu égard à son vaste savoir, il fut nommé professeur de jurisprudence islamique (fiqh) à la Faculté de Dâr Al-`Ulûm (Maison des Sciences) et à la Faculté de Droit. Il exerça parallèlement des fonctions de magistrat à la Cour islamique suprême (Al-Mahkamah Ash-Shar`iyyah). En 1894, il fut appelé à la fonction d'adjoint du recteur (wakîl) d’al-Azhar.

### Grand Imâm d’al-Azhar
À la suite de la démission, pour des raisons de santé, de cheikh Al-Imbâbî de ses fonctions de Grand Imâm d’al-Azhar, Hassûnah An-Nawâwî fut nommé pour lui succéder par un décret royal du 1er juillet 1895[réf. nécessaire]. Il entrait en fonction peu après la création, par la loi du 3 janvier 1895, d'un conseil d'administration (Majlis al-Idarah) destiné à rendre l'administration d'al-Azhar plus démocratique.
Sa première tâche fut d'entreprendre une réforme de l'enseignement quelque peu sclérosé que l'on prodiguait à al-Azhar. Il obtint du gouvernement de Nubar Pacha une augmentation du budget pour la rénovation de la mosquée et de l'université. Une commission fut mise en place, qu'il présida, pour établir un statut équitable pour les salariés et trouver des compensations pour les professeurs et les employés, pénalisés par certaines mesures gouvernementales.
Le 1er juillet 1896, un an jour pour jour après son entrée en fonction, était promulguée une importante loi portant son nom, qui confirmait la position du recteur en tant que président du conseil d'administration et chef de l'exécutif de la mosquée et de l'université.
Cette même loi fixait les conditions d’admission des étudiants à al-Azhar. Pour être admissible, un garçon devait :
- être âgé de quinze ans au minimum,
- avoir mémorisé au moins la moitié du Coran ; à défaut d’une mémorisation complète,
- et savoir lire et écrire.

Cette loi réglementait également les études. En premier lieu elle définissait les objets d'étude (al-maqasid), qui comprenaient la théologie, l'éthique religieuse, le droit, les origines de la loi, le commentaire et la tradition. En second lieu, elle proposait les moyens d'étude (al-wasa'il), incluant deux sortes de grammaire (appelées al-nahw et al-sarf), trois sortes de rhétorique (al-ma'ani, al-bayan et al-badi), la logique, les termes techniques de la tradition (mustalah al-hadith), l'arithmetique, l'algèbre, la prosodie (al-arud) et la poésie (al-qawafi). Les étudiants furent autorisés à étudier d'autres matières, telles que l'histoire islamique, la composition, l'élocution, la linguistique, la littérature et la géométrie élémentaire.
La loi, en outre, répartissait les études en deux cycles. Un premier cycle de huit années - à l’issue duquel l’étudiant devait maîtriser un minimum de huit disciplines linguistiques et religieuses - était sanctionné par un diplôme (al-shahadah al-ahliyah) délivré par un jury de trois professeurs, présidé par le recteur d’al-Azhar. Les étudiants ayant réussi à passer ce cap avec succès pouvaient poursuivre leurs études en second cycle ou choisir d’exercer la fonction de prédicateur ou d’imâm dans les mosquées. Les études de second cycle étaient sanctionnées - après quatre années supplémentaires - par le diplôme d’Al-`Âlamiyyah, couronnant douze années d’études et donnant le droit aux étudiants les plus brillants d'enseigner au sein d’al-Azhar.
Pour prévenir l'infiltration d'idées hérétiques dans les esprits des étudiants, il leur était interdit, durant les quatre premières années, de recourir à des gloses (al-taqarir) ou à des notes explicatives (al-hawashi), qu'ils ne pouvaient utiliser par la suite qu'avec l'autorisation du Conseil d'administration de l'université.
Un autre volet de cette loi visait à l’amélioration des conditions de vie des étudiants par la construction de logements aux normes de l’hygiène et par l’attribution d’aides financières.

### Grand Mufti d'Égypte
Le 24 novembre 1895, à la suite du décès du Grand Mufti d’Égypte, cheikh Al-Mahdî, cheikh Hassûnah An-Nawâwî fut choisi pour lui succéder, et, conservant ses fonctions à al-Azhar, il cumula donc les deux postes religieux les plus importants d'Égypte. Pendant son mandat de Mufti, il rendit près de 287 fatwas.
Quatre années après sa prise de fonction à la tête d’al-Azhar, le cheikh entra en conflit avec le Khédive, qui souhaitait faire siéger deux juges civils à la Cour Islamique suprême parmi les autres magistrats de ce tribunal. En sa qualité de député, il combattit une proposition de loi visant à mettre en œuvre ce projet, lors d'un débat passionné au Parlement, qui l’opposa au Premier ministre Mustafâ Pacha Fahmî. En colère, il quitta le Parlement en signe de protestation. Le Khédive Abbas II lui proposa d’apporter les amendements qu’il souhaitait au texte de la loi, afin de la rendre acceptable aux yeux de la loi islamique. Mais le cheikh persista dans son refus en faisant valoir que « la Cour islamique suprême se substitue au Mufti dans la plupart de ses décisions. Aucun amendement de ce projet de loi ne peut la rendre conforme à la loi islamique étant donné qu’un magistrat civil ne remplit pas les conditions requises pour être un mufti ». Son intransigeance lui valut d’être démis de toutes ses fonctions le 23 mai 1899.
Son cousin, cheikh `Abd Ar-Rahmân Qutb An-Nawâwî fut choisi pour lui succéder à la tête d’al-Azhar, tandis que cheikh Muhammad `Abduh devint Mufti.

### Retour en grâce
Le 10 février 1907, Hassûnah An-Nawâwî fut rétabli au poste de Grand Imâm d’al-Azhar et reprit son projet de réforme de l’enseignement. Une nouvelle loi, promulguée le 5 mars 1908, répartit les matières enseignées en trois groupes : les sciences religieuses, la langue arabe et les mathématiques. Elle introduisit en outre de nouvelles disciplines telles que la Sîrah, les procédures juridiques, la législation civile, le système judiciaire, l’administration, les biens de mainmorte, l’éducation, la pédagogie, le calcul, l’algèbre et la géométrie, ainsi que la géographie, l’hygiène et la santé. Certaines de ces disciplines avaient déjà été enseignées à al-Azhar avant de tomber dans l’oubli à l’époque de la décadence du monde musulman.
Cette même loi divisa également les études en trois cycles de quatre années, sanctionnés chacun par un diplôme : le diplôme élémentaire, le diplôme secondaire et le diplôme supérieur de la `Âlamiyyah, qui seul lequel conférait à son détenteur le droit d’enseigner à al-Azhar et d’occuper un poste de prédicateur ou d’imam dans les mosquées.
L’une des contributions majeures de cheikh Hassûnah An-Nawâwî fut de réunir dans une grande bibliothèque la multitude d’ouvrages éparpillés dans les bibliothèques des mosquées et les pavillons d’al-Azhar, dont certains ouvrages très rares. Il put ainsi sauver un trésor de parchemins rares. La bibliothèque d’al-Azhar (Al-Maktabah Al-Azhariyyah Al-`Âmiriyyah), qu'il contribua ainsi à fonder, possède, de nos jours la deuxième plus grosse collection de parchemins d'Égypte après Dâr Al-Kutub, la bibliothèque nationale égyptienne.
Une fois encore, il y eut des frictions, largement causées par l'ingérence du Khédive. En 1909, constatant que la réforme qu'il avait entreprise n'avançait pas au rythme qu’il aurait souhaité, en raison des freins mis par le pouvoir et par certains éléments de l’institution, cheikh Hassûnah An-Nawâwî démissionna et se retira chez lui, recevant ses amis et ses disciples jusqu’à sa mort, le 18 mars 1925.
Hassûnah An-Nawâwî écrivit de nombreux ouvrages, parmi lesquels un traité de jurisprudence islamique en deux volumes (Sullam Al-Mustarshidîn fî Ahkâm Al-Fiqh wad-Dîn), qui jouit d’une grande notoriété.